# USTA Billie Jean King National Tennis Center
Lo USTA Billie Jean King National Tennis Center è un impianto tennistico situato a New York, Stati Uniti, nel quartiere del Queens, teatro nei mesi di agosto e settembre degli US Open, uno dei quattro tornei del Grande Slam.
Gestito dalla United States Tennis Association (USTA) a partire dal 1978, questo complesso presenta 22 campi da tennis all'interno dei suoi 46,5 acri e altri 11 nel parco adiacente. Il campo principale è l'Arthur Ashe Stadium che, con un massimo di 23.771 posti a sedere, risulta essere lo stadio tennistico più capiente al mondo. La superficie dei campi è il DecoTurf, una superficie veloce che ha un po' meno attrito e produce un rimbalzo più basso rispetto ad altri campi in cemento (in particolare il Rebound Ace, superficie utilizzata in passato agli Australian Open), utilizzata sin dalla costruzione dell'impianto. Sono inoltre presenti altri 16 campi (12 in cemento indoor, 4 in terra rossa), dedicati esclusivamente ad uso pubblico.

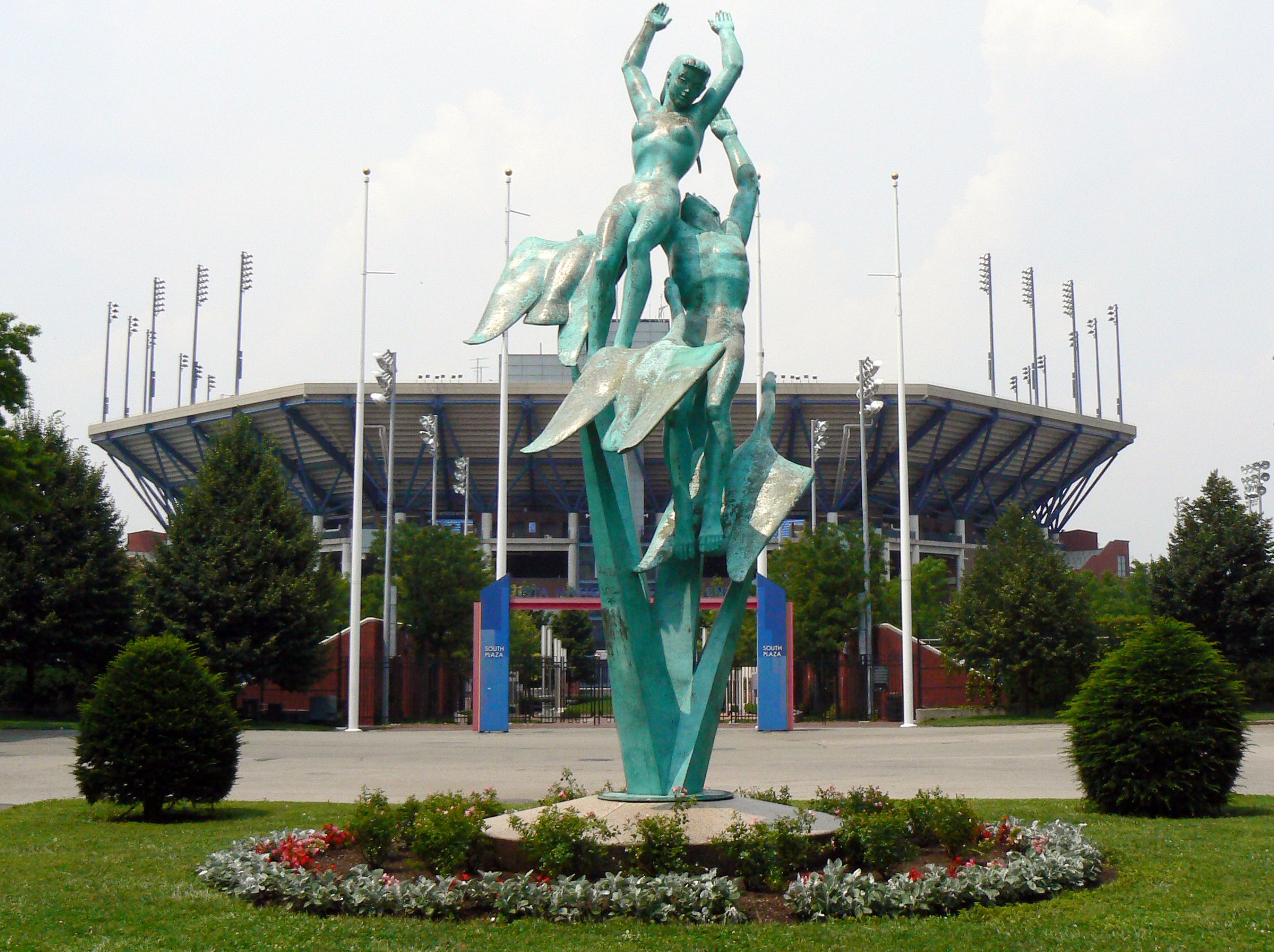
Statua di bronzo nello USTA National Center

Il complesso è dedicato, a partire dagli US Open 2006, alla pluri-vincitrice di questo torneo Billie Jean King, che a partire dal 1964 ha vinto 13 volte questo torneo (4 in singolo, 5 in doppio e 4 in doppio misto).

## Storia

### Edificazione

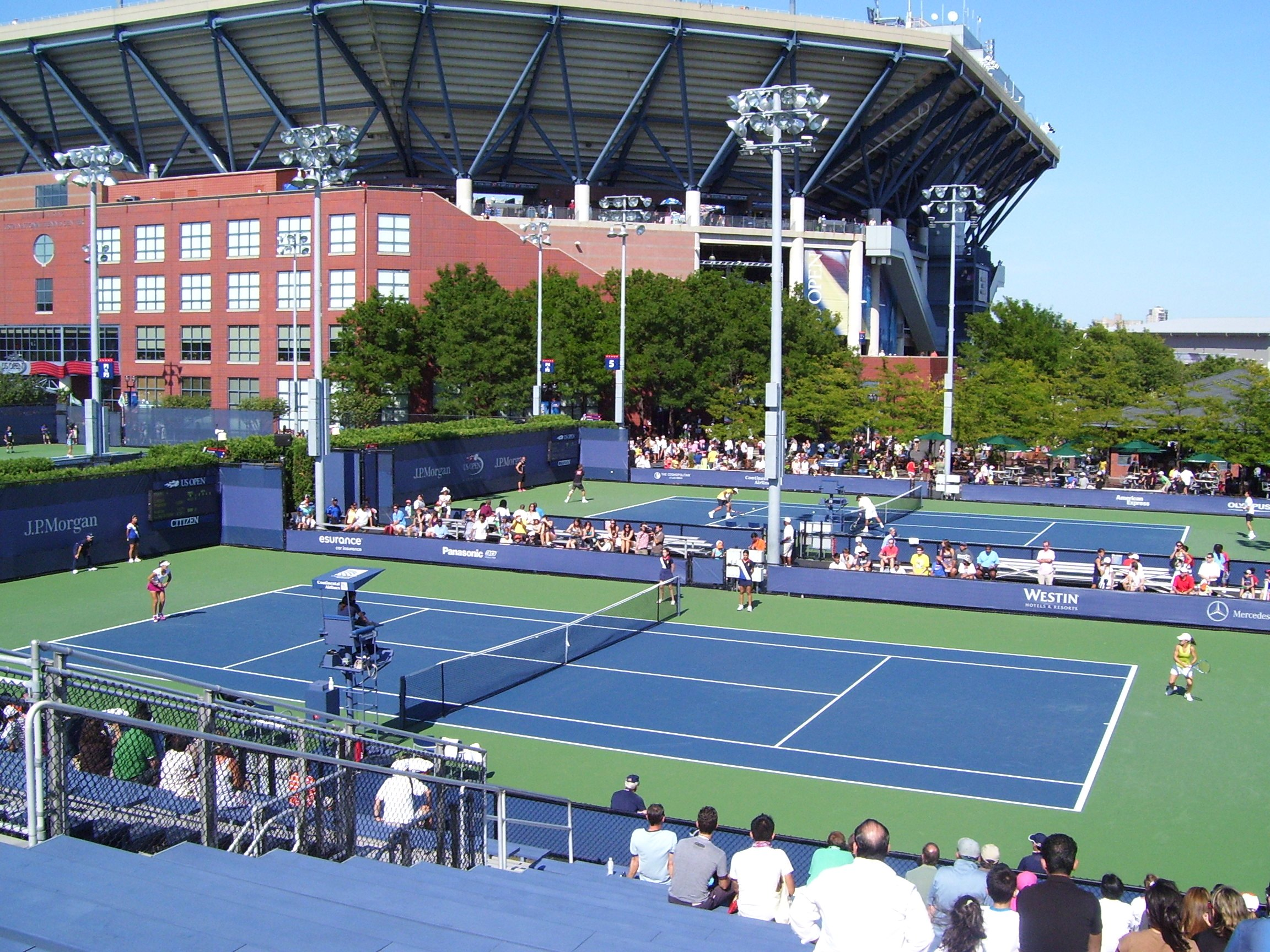
Alcuni campi dell'impianto, con l'Arthur Ashe Stadium sullo sfondo

L'idea di realizzare un impianto tennistico cominciò a prendere piede nell'autunno 1976, quando William E. Hester, che di li a poco sarebbe diventato presidente dell'USTA, riconobbe la necessità di trovare un altro sito per ospitare gli US Open, poiché il West Side Tennis Club non era più in grado di ospitare una competizione di questo genere, che cominciava ad avere sempre più importanza nel panorama internazionale. Lo stesso Hester scelse di costruire questo impianto a New York, dopo aver osservato, sorvolando la città, il Louis Armstrong Stadium all'interno del parco di Flushing Meadows: Hester chiese quindi l'autorizzazione all'amministrazione della città d'ingrandire l'impianto in modo da poter ospitare il torneo. I lavori cominciarono nell'ottobre del 1977 e il complesso aprì nell'agosto 1978.

### Espansione
Nel marzo del 1995, con la concessione di più acri di terreno all'United States Tennis Association, cominciarono i lavori per un'ulteriore espansione dell'impianto, con la costruzione dell'Arthur Ashe Stadium, terminata nel 1997, che andò a sostituire il Louis Armstrong Stadium come stadio principale del torneo.
Nel 2006 cominciò inoltre la costruzione di un moderno centro polifunzionale, comprendente 12 campi da tennis, centri fitness e stanze per l'allenamento, al posto del vecchio campo indoor situato vicino l'East Gate del complesso. I lavori terminarono nel 2008. Nel 2011, durante la costruzione del campo 17 sono stati ritrovati resti dell'Expo 1939 e della fiera internazionale del 1964, rendendo i lavori più complicati.
Sono in corso i lavori per la costruzione di un tetto retrattile sopra l'Arthur Ashe Stadium e per l'ingrandimento del Louis Armstrong Stadium (anch'esso previsto con il tetto), per un costo totale di 550 milioni di dollari.

## Strutture principali
Le principali strutture sono gli stadi: Arthur Ashe Stadium, Louis Armstrong Stadium, Grandstand.

### Arthur Ashe Stadium
L'Arthur Ashe Stadium è il principale campo da tennis dell'impianto. Costruito nel 1997 e progettato dallo studio architettonico Rossetti, lo stadio è dedicato ad Arthur Ashe, primo afro-americano ad aver vinto il torneo nel 1968. Con una capacità massima di 24.000 è lo stadio tennistico più capiente del mondo.

### Louis Armstrong Stadium
Il Louis Armstrong Stadium fu costruito nel 1964 per la fiera internazionale di New York dello stesso anno. Lo stadio è dedicato al famoso cantante e trombettista jazz Louis Armstrong che, fino alla sua morte, avvenuta nel 1971, viveva vicino all'impianto. La capacità dello stadio raggiungeva i 18.000 posti fino alla costruzione dell'Arthur Ashe Stadium, per poi essere diminuita agli attuali 10.000 posti.